# Florencio Cornelia
Florencio Cornelia (* 14. Juni 1981 in Leiderdorp) ist ein niederländischer Fußballspieler.
Cornelia, dessen Vater von den niederländischen Antillen kam, begann seine Karriere 18-jährig bei den Go Ahead Eagles Deventer. Nach weiteren Stationen bei den Stormvogels Telstar und VV ter Leede kam er 2006 zu Fortuna Sittard. Nach nur einer Saison wechselte er zu FC Rijnvogels aus Katwijk. Nachdem er die Saison 2006/2007 und 2008/2009 in Katwijk gespielt hatte, wechselte er im Sommer 2009 zu SC Genemuiden. In der Saison 2010/11 erreichte er mit SC Genemuiden das Achtelfinale des KNVB-Pokals, in dem das Team dem FC Groningen mit 2:3 unterlag.